# King Tubby
King Tubby (* 28. Januar 1941 in Kingston als Osbourne Ruddock; † 6. Februar 1989 ebenda) war ein jamaikanischer Reggae-Dub-Mixer und Toningenieur mit eigenem Studio. King Tubby beeinflusste die Entwicklung des Dub maßgeblich.

## Werdegang
King Tubby wurde 1941 als Osbourne Ruddock in Kingston geboren. Seine Mutter gab ihm den Spitznamen „Tubby“ als Referenz auf William Tubman, den Modernisierer und Präsidenten Liberias von 1944 bis 1971. Tubby arbeitete zunächst als „electronic engineer“, d. h., er reparierte von Radio bis Fernseher alles, was in seiner Gegend anfiel. 1968 gründete er sein Soundsystem Home Town HiFi und stach durch den Einsatz seiner einzigartigen Hall- und Echo-Effektgeräte aus der Masse der damals entstandenen Soundsystems hervor. Der erste Dub-Track von Tubby entstand mehr durch Zufall, denn der damals bei Duke Reid und dessen Label Treasure Isle als Dubplate-Schneider beschäftigte Ruddock ließ fälschlicherweise Teile der Vocalspur eines Tunes weg. Eine andere Erklärung besagt, er ließ die Musikspur (zu jener Zeit wurde noch im Zweispurverfahren aufgenommen) mit Absicht für ein paar Takte weg, um zu kontrollieren, ob der Sänger auch tatsächlich den Ton getroffen hatte. Ihm jedoch gefiel dieser „Fehler“ bzw. der Effekt, welcher durch die wiedereinsetzende Musikspur ausgelöst wurde. Genauer gesagt, er war derart begeistert davon, dass er begann, eine eigene Musikrichtung daraus zu entwickeln.
Die gemeinsame Arbeit mit Edwart Beckford, besser bekannt als U-Roy, der die Instrumental-Dubs von Tubby mit vokalen Einwürfen beantwortete, brachte wiederum einen neuen Stil der Reggae-Musik hervor, das Toasting (Vorreiter des heute bekannten Rap und des Deejaying). Tubby errichtete 1972 ein kleines Studio in Waterhouse (Kingston), in dem er zunächst mit verschiedenen Effektprozessoren herumexperimentierte, diese mit Equalizern kombinierte und so einen damals unerreichten neuen Sound hervorbrachte. Er begann zu dieser Zeit auch verstärkt, mit anderen Produzenten zusammenzuarbeiten, so beispielsweise Bunny Lee oder Lee „Scratch“ Perry, mit dem er 1973 das Stereo-Dub Album Black Board Jungle fertigstellte. 1974 arbeitete Tubby viel mit Bunny Lee, der viele seiner Artists, u. a. Cornell Campbell und Johnny Clarke bei Tubby im Studio aufnahm. In der Mitte der 70er Jahre übernahm King Jammy die Arbeit als Engineer in Tubbys Studio, später dann Overton „Scientist“ Brown. Tubby arbeitete stetig an seinem neuen Studio, welches er Anfang der 80er Jahre fertigstellte und dann im Jahre 1986 mit Anthony Red Roses „Temper“ (aka Tempo) seinen ersten großen Hit landete.
1989 wurde Osbourne Ruddock im Alter von 48 Jahren von einem Straßenräuber erschossen. Zu seinen Labels zählen: Waterhouse, Firehouse, Taurus, Kingston 11.

## Diskografie

### Alben
- A Ruffer Version (Bunny Lee + King Tubby) 1974-1978 release 2002 Trojan
- Bring the Dub Come mit Niney the Observer 2003
- Beware Dub 1978
- Creation Dub 1995
- Crucial Dub
- Dub Gone 2 1999
- Dub Gone 2 Crazy Prince Jammy 1996
- Dub Gone Crazy: The Evolution of Dub at King Tubby’s 1975-79 1994
- Dub Hits From Studio One & More
- Dub from the Roots 1974
- Dub like dirt 1975-77 1999
- Dub over Dub Prince Jammy
- Dubbing with The Observer 1975
- Dangerous Dub: King Tubby meets Roots Radics 1981
- Essential Dub - Ruff Cuts & Hard Riddims from the Mixmaster
- Essential Smokin' Dub Classics - From the Palace of Dub
- Explosive Dub
- Firehouse Revolution: King Tubby´s Productions in the digital Era 1985-89 2001
- Harry Mudie meets King Tubby - in Dub Conference Vol. 1; 2 & 3 1975-76-77
- Horace Andy - The King Tubby Tapes
- Inna Roots of Dub - meets Jah Thomas
- In The House Of Vocal & Dub mit Prince Far I
- Ital Dub 1976
- Johnny Clarke - A Ruffer Version - At King Tubby's 1974 - 1978
- King Dub 2000
- King Tubby & Friends - Dub Like Dirt 1996
- King Tubby´s presents Soundclash Dubplate Style 1989
- King Tubby´s special 1973-76
- King Tubby surrounded by Dreads at the National Arena 1976
- Lee Perry - Black Board Jungle 1973
- Meets Augustus Pablo - Rockers Uptown 1976
- Meets Augustus Pablo - At The Control - In Roots Vibes
- Meets Lee Perry - At the Grass Roots of Dub 1975
- Meets Lee Perry - In Dub Confrontation
- Meets Lee Perry - Megawatt Dub
- Meets Morwell Unlimited - Dub Me
- Meets Scientist - at Dub Station 1996
- Meets Scientist - In A World Of Dub 1996
- Meets Skatalites - Heroes of Reggae in Dub - 1975
- Meets Skatalites - The Legendary Skatalites In Dub
- Meets The Aggrovators - at Dub Station 1975
- Meet The Reggae Masters 2002
- Original King Key Dub 2000
- Rockers meets King Tubby in a Firehouse 1980
- Rupie Edwards - Dub Basket The King Tubby Mixes 1976
- Scientist vs. Prince Jammy - Big Showdown at King Tubby's 1980
- Scientist vs. Mad Professor - Dub Duel at King Tubby's
- Select cuts: 100% of dub 2003
- Skatalites meet King Tubby - Heroes of Reggae in Dub 1975
- Sly & Robbie - King Tubby's Dancehall Dub
- Soul Syndicate - Freedom Sounds in Dub
- Special 1973-76
- The Aggrovators - Shalom Dub 1975
- The Breads at King Tubby´s - If Deejay Was Your Trade 1974-77
- Niney the Observer & The Aggrovators - King Tubby Special 1973-76
- The Roots of Dub & Dub from the Roots 2003
- The Sound of Channel One: King Tubby Connection 1999
- Yabby U - King Tubby´s Prophecy of Dub 1976